# Atyur'evsky (huyện)
Huyện Atyur'evsky (tiếng Nga: ? райо́н) là một huyện hành chính tự quản (raion), của Mordovia, Nga. Huyện có diện tích 1116 kilômét vuông. Trung tâm của huyện đóng ở Atyu'yevo.